# Hoàng thảo đơn cam
Hoàng thảo đơn cam (danh pháp hai phần: Dendrobium unicum) là một loài lan trong chi Lan hoàng thảo. Cây phân bố ở Thái Lan, Lào, Việt Nam. Tại Việt Nam, cây có mặt ở các tỉnh Kon Tum, Gia Lai.

## Mô tả
Hoàng thảo đơn cam phát triển tốt trong môi trường nhiệt độ từ mát mẻ đến ấm áp nhưng không chịu nóng.
Thân thường có màu xanh khi cây còn non, chuyển dần thành màu xanh đen khi cây trưởng thành và màu xậm lại hơn nữa khi cây đã rụng lá, lá xanh hoặc xanh hơi tím (tùy vào lượng ánh sáng nhận được).
Hoàng thảo đơn cam phát triển tốt trong môi trường nhiệt độ từ mát mẻ đến ấm áp nhưng không chịu nóng. Lan thích ẩm với thân cao 10–15 cm, lá 3-4 chiếc, rụng vào mùa Thu. Hoa dài, bóng bẩy, bề rộng đầy đặn và nở bung cong ngược ra sau đặc trưng, hoa to 4–5 cm, 1-4 hoa mọc ở các đốt, thơm.
Những bông hoa của Đơn cam có sáp cánh hoa và đài hoa màu đỏ cam với một môi màu cam nhạt được đánh dấu với các tĩnh mạch tối màu da cam. Lan sống phụ sinh, nhỏ, cao 10 cm – 15 cm. Lá thuôn hẹp, dài 5 – 6 cm, rộng 0,7 – 1 cm. Cụm hoa ngắn có 2 - 3 hoa màu cam đậm hay đỏ san hô. Cánh môi thuôn đều, đầu nhọn, hoa to 4–5 cm, 1-4 hoa mọc ở các đốt. Hoa rụng vào mùa thu, thời gian ra hoa của Dendrobium unicum là từ tháng 2 đến tháng 5. Những bông hoa có hương thơm và có một mùi hương tương tự như bút chì màu sáp của trẻ em.
Thời gian nở hoa: vào mùa Xuân cho đến đầu mùa Hạ.